# 法律百科
法律百科 Legispedia是法律知識共享平臺，開放給所有人無償使用。致力於降低法律門檻，秉持「By all and for all」的精神，透過網路等各種管道，讓法律知識成為每個人生活一部分。由德國馬爾堡大學法學博士馬維麟所創辦。

## 緣起
鑒於法律專業門檻較高，當民眾遇到實際法律問題時，往往需要投入大量時間精力；而當每個人可以「事前」先知道可靠且好懂的生活法律知識，就能做出更好決定，故於2017年底籌備「法律百科」計畫，期許達到讓民眾具備法律意識，讓臺灣社會變更好的目標。

## 功能
網站以搭配圖像化資訊的文章、問答、辭典功能為主；另彙整各政府組織提供的法律文件範本，便利有需求的民眾一站式查找。
2022年推出「法科！輕鬆點」Podcast，用聲音傳遞生活法律知識。

## 服務
由專業法律人貢獻內容，註冊時需提供所屬單位、職稱、職業領域、真實姓名等，更可以進一步認證法律人資格；並由法律專業的編輯經過多道工序來確保內容品質，提供可靠好懂可查證的知識。
截至2025年6月底，網站瀏覽次數達6千3百萬，至今超過220名專業法律人投入，產出超過1100篇集結經驗知識的文章、解析超過1700則法律生難字詞、解答超過2300則民眾法律上的疑難雜症。

## 外部連結
- 法律百科 （页面存档备份，存于）
- 法律百科臉書
- 法律百科Instagram （页面存档备份，存于）
- 法律百科Podcast （页面存档备份，存于）